# Herman van Cappelle (geoloog)

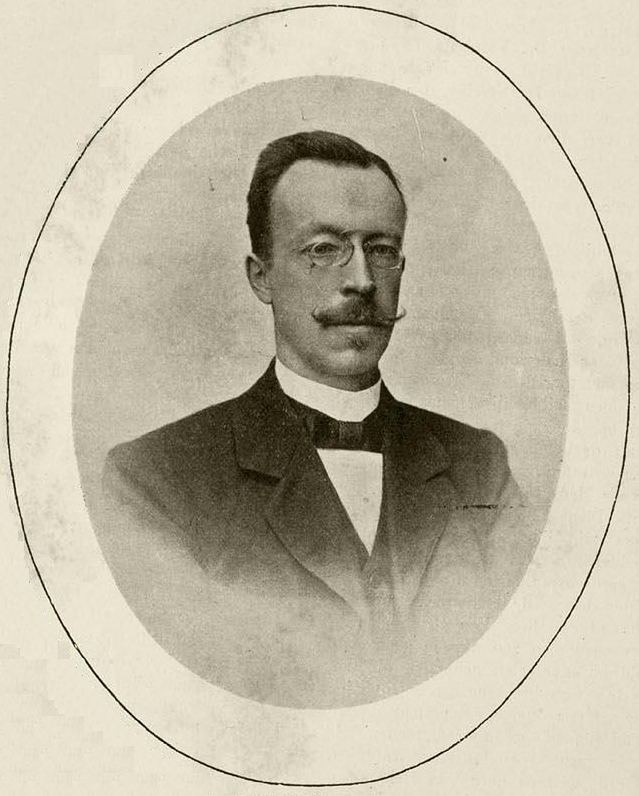
Dr. H. van Capelle (ca. 1900)

Herman van Cappelle jr. (Amsterdam, 2 oktober 1857 – Voorburg, 24 augustus 1932) was een Nederlands geoloog en museumdirecteur.

## Biografie
Hij werd geboren als zoon van Herman van Cappelle sr. die arts was in Amsterdam. Van Cappelle sr. werd in 1865 referendaris op het ministerie van Binnenlandse Zaken zodat Van Cappelle jr. opgroeide in Den Haag waar hij de HBS en het gymnasium bezocht. De laatste school verliet hij voortijdig omdat hij na het behalen van een toelatingsexamen kon gaan studeren aan een hogeschool waar hij doctorandus werd in de plant- en dierkunde. Hierna werd hij leraar bij het middelbaar onderwijs in Sneek en Amersfoort. In 1885 promoveerde hij aan de Universiteit Leiden op het proefschrift Het Karakter van de Nederlandsch-Indische Tertiaire Fauna. Rond 1896 verhuisde hij naar Wageningen waar hij geologie en bodemkunde ging onderwijzen aan de Hogere Landbouwschool en aardkunde, plant- en dierkunde aan de Middelbare Landbouwschool.

### Suriname
In Wageningen kwam hij in contact met Corstiaan van Drimmelen. Deze had eind 1896/begin 1897 in Suriname een expeditie ondernomen naar de Boven-Nickerie en de tijdens die tocht verzamelde stenen werden later door Dr. W. Bergt te Dresden onderzocht. Van Cappelle schreef over deze expeditie een verslag dat in februari 1899 gepubliceerd werd in het Tijdschrift van het Koninklijk Nederlandsch Aardrijkskundig Genootschap (KNAG) onder de titel De Boven-Nickerie onderzocht en in kaart gebracht door C. van Drimmelen, en naar diens verslag en bijeengebrachte gronden en gesteenten beschreven door Dr. H. van Cappelle. Dit is onder dezelfde titel ook als boekje uitgegeven. Eind 1900 was er een nieuwe expeditie in dit deel van Suriname onder leiding van Van Cappelle. Hij ging met zijn zoon, Van Drimmelen en nog enkele anderen naar dit gebied voor verder wetenschappelijk onderzoek en het beter in kaart brengen van het stroomgebied van die rivier. Over deze expeditie schreef Van Cappelle een in 1903 uitgegeven boek (zie bibliografie). Tijdens dit verblijf in Suriname heeft hij naast geologisch onderzoek ook ander wetenschappelijk onderzoek gedaan. Zo heeft hij in Paramaribo en het Nickerie district volksverhalen (anansitori's) opgetekend die in 1904 in het tijdschrift Elsevier's Maandschrift werden afgedrukt. In 1916 werden ze onder de titel Surinaamsche negervertellingen, bijdrage tot de kennis van West-Indische negerfolklore gepubliceerd in het tijdschrift van het Koninklijk Instituut voor de Taal-, Land- en Volkenkunde van Nederlandsch-Indië (KITLV). Dit is in 1926 ook in boekvorm is uitgebracht onder de titel Mythen en sagen uit West-Indië met illustraties van Willem Backer. Verder heeft hij vele artikelen en boeken geschreven over Suriname (zie bibliografie) en was hij als medewerker betrokken bij de Encyclopaedie van Nederlandsch West-Indië (1914-1917).

### Den Haag
Enige tijd na zijn reis naar Suriname werd hij leraar plant- en dierkunde aan de HBS in Den Haag. In die stad was betrokken bij de oprichting van het Museum ten bate van het Onderwijs, dat na enkele jaren van voorbereiding in mei 1909 van start ging en waarvan Van Cappelle in 1910 directeur werd. In het begin was dat een onbetaalde functie maar na verloop van tijd ging hij minder uren lesgeven en uiteindelijk nam hij ontslag om meer zich geheel te richten op dat museum; in 1916 ging het goed genoeg met het museum om hem in dienst te nemen. Dat het museum goed begon te lopen had onder andere te maken met het feit dat Van Cappelle filmvoorstellingen ging organiseren. Omdat de huisvesting van het museum daarvoor al snel te krap werd, stelde de gemeente Den Haag in 1915 een subsidie beschikbaar voor de inrichting van de eerste schoolbioscoop in Nederland. In 1918 zou David van Staveren directeur worden van de Haagsche Schoolbioscoop. Met een stijgende financiële steun van de gemeente nam ook de invloed van deze gemeente op het museum toe waarna het in 1920 een gemeentelijk museum werd waarbij het hernoemd werd tot het Museum voor het Onderwijs.
In maart 1922 verhuisde het museum naar een ander gebouw en om de inrichting hiervan door Van Cappelle beter te laten verlopen werd besloten dat hij na het bereiken van de 65-jarige leeftijd nog ongeveer een jaar in dienst zou blijven. In 1923 ging hij met pensioen waarbij hij werd opgevolgd door Bertha Elias, de eerste vrouwelijke museumdirecteur in Nederland.

## Octrooien
Het stilzetten van het beeld tijdens een filmvoorstelling was met de toenmalige techniek niet mogelijk omdat de felle lamp het filmmateriaal zou verbranden. Omdat het stilzetten voor educatieve toepassingen wenselijk was, ging Van Cappelle werken aan een techniek om dit toch mogelijk te maken. Het lukte hem om zo'n techniek te ontwikkelen waarna hij in 1917 met succes hierop een octrooi aanvroeg in zowel enkele Europese landen als de VS. De schoolbioscopen waren de eerste plekken waar deze techniek te zien was. Enkele jaren later vroeg hij een octrooi aan voor een methode voor het opnemen en weergeven van films met stereoscopische beeldwerking. Dit octrooi werd hem in 1923 door de octrooiraad verleend.